# Paolo Volponi
Paolo Volponi (n. 6 februarie 1924, Urbino, Marche, Regatul Italiei – d. 23 august 1994, Ancona, Italia) a fost un scriitor italian.
A câștigat Premiul Strega în 1965 pentru La macchina mondiale și în 1991 pentru La strada per Roma.